# Batomys russatus
Batomys russatus is een knaagdier uit het geslacht Batomys dat voorkomt in de laaglandregenwouden van Dinagat, een klein eiland ten noorden van Mindanao in de Filipijnen. Er zijn drie exemplaren bekend. De wetenschappelijke naam is afgeleid van het Engelse russet "roodbruin" met het Latijnse achtervoegsel atus en slaat op de kleur van deze soort.
Deze soort is veel kleiner dan andere Batomys-soorten. De staart is slechts weinig behaard en eenkleurig. De rug is roodbruin, de buik oranjegrijs. De voorvoeten zijn wit. Daarnaast heeft B. russatus als enige lid van de Murinae het zogenaamde "derived cephalic arterial pattern", een schedelkenmerk.
Deze soort is waarschijnlijk terrestrisch. Een van de exemplaren werd gevangen met een kokosnotenpapje in een val. B. russatus komt niet voor boven 500 m hoogte. Andere kleine zoogdieren die op Dinagat voorkomen zijn de toepaja Urogale everetti, de haaregel Podogymnura aureospinula en de knaagdieren Apomys cf. insignis, Apomys cf. musculus, Batomys salomonseni, Bullimus bagobus, Crateromys australis en Rattus everetti.